# 三遊亭遊輔
三遊亭 遊輔（さんゆうてい ゆうすけ）は、落語家の名跡。
- 初代三遊亭遊輔  - 本項にて詳述。
- 2代目三遊亭遊輔  - 後の2代目蜃気楼龍玉。

初代 三遊亭 遊輔（1865年（逆算） - 1908年2月27日）は、明治期に活躍した落語家。本名は末吉 伊三郎。
高座で泥棒噺をよく演じていたため、「泥棒遊輔」と呼ばれた。
神楽町の料理店「末よし」で生まれ育つ。初代三遊亭圓遊に入門して、太遊から1892年？に遊輔を名乗る。
1899年8月に大阪へ赴き、2代目桂文枝が率いる桂派に入るが、すぐに脱退して東京の圓遊門下に戻った。
1901年には再び大阪に移って三友派に加入するが、ここにも長居せずにすぐに東京に帰った。一時は名古屋に居を構えていたこともあり、東西の寄席に出演していた。
しかし帰京後に1907年春に病気を患い、高座に出演の回数も減り1908年に没した。

## 弟子
- 2代目三遊亭遊輔
- 三遊亭一輔（後に初代小圓遊門下で小新遊を名乗る。本名：山辺信一）
- 三遊亭亀輔（後に2代目圓遊門下で左好を名乗る。本名：中村静一）

名古屋時代
- 三遊亭圓都（本名未詳）
  - 三遊亭小圓都